# Дзета Сітки
Olga Michailivna Dudar RIP16.10.2018.town Zalishchiki Ukraine.
ζ Сітки (дзета Сітки, лат. Zeta Reticuli) — подвійна зоря в сузір'ї Сітка. Перебуває на відстані близько 39 світлових років від Сонячної системи. Зоряну систему можна побачити неозброєним оком, однак вона розташована поблизу Південного полюсу світу й доступна для спостережень тільки з місцевостей на південь від тропіка Рака.

## Характеристики
Система являє собою дві зорі, схожі за своїми властивостями на Сонце. Вони віддалені одна від одної на відстань близько 3750 а. о. і роблять повний оберт навколо спільного центра мас приблизно за один мільйон років. Раніше вважалося, що обидві вони утворилися в галактичному гало, однак подальші дослідження показали, що вони зародилися, певніше, в диску, тому їхній вік оцінюється в 8 мільярдів років.

### ζ Сітки A
ζ1 Сітки відносять до спектрального класу G2,5 V, вона має 93 % сонячної маси, 79 % світності і 91 % діаметра Сонця. Температура поверхні становить 5725 К. Металічність (вміст елементів важчих від гелію) становить 60 % від сонячної.

### ζ Сітки B
ζ2 Сітки дуже схожа на наше Сонце: вона належить до спектрального класу G1 V, має 99 % маси Сонця, 99 % його діаметра і 102 % його світності. Температура поверхні зорі становить до 5875 К. Зоря цікава, оскільки дуже схожа на Сонце і дає змогу спостерігати процеси, що відбуваються в подвійних системах.

## Найближче оточення зірки
У таблиці перелічено зоряні системи, які перебувають у межах 10 св. р. від ζ Сітки, і деякі яскраві зорі в межах до 20 св. р.:
| Зоря              | Спектральний клас | Відстань, св. р. |
| L 127-97          | M0 V              | 2,8              |
| BD-69 177         | DA3 VII           | 3,4              |
| L 227-140         | DZ7 VII           | 6,8              |
| CP(D)-69 177      | DA VII            | 7,4              |
| CD-53 570         | K-M V             | 7,9              |
| HL 88-59          | DA7 VII           | 8,0              |
| GJ 1068           | p?                | 8,7              |
| CD-53 889         | K5 V              | 9,1              |
| BPM 17964         | M2 Ve             | 9,5              |
| CD-57 1079        | K7 V              | 9,7              |
| ζ Золотої Риби    | F7-8 V            | 9,7              |
| HD 13445          | K0-1 V            | 10               |
| α Столової Гори   | G5-6 V            | 14               |
| CP-65 475         | K1 V-IIIp         | 14               |
| ζ Тукана          | F9,5 V            | 16               |
| β Південної Гідри | G2 IV             | 18               |
| ι Годинника       | G0 Vp             | 20               |

## ζ Сітки в культурі
- У фільмах «Чужий» і «Чужі» на вигаданому планетоїді LV-426 на орбіті газового гіганта Кальпамос у системі ζ2 Сітки люди виявили корабель Космічних жокеїв[ru], а на його борту — яйця Чужих.
- У фільмі «Прометей» на вигаданий планетоїд LV-223, супутник газового гіганта Кальпамос у системі ζ2 Сітки, сідає земний дослідний корабель «Прометей». Команда шукає джерела людства, але знайшовши на планетоїді споруди високорозвиненої цивілізації, разом з ними знаходить і загрозу, яка може призвести до зникнення людського роду.
- У грі Alien: Isolation (укр. Чужий: Ізоляція) на вигаданій космічної станції «Севастополь», що перебуває на орбіті газового гіганта KG-348 у системі ζ Сітки відбувається зараження Чужими. Після трагічних подій станція сходить з орбіти і згорає в атмосфері газового гіганта.
- «Zeta Reticuli» — пісня гурту Bondage Fairies.
- У пісні Exo-Politics гурту Muse згадуються «Дзети» (пов'язане з «Проєкт Серпо»).
- У сольному альбомі гітариста гурту Meshuggah Фредеріка Тордендаля під назвою «Sol Niger Within» (1997) у назвах двох композицій згадується Дзета Сітки (Zeta 1 — Reticuli і Zeta 2 — Reticuli).
- «Zeta Reticoli» — пісня італійського рок-гурту Meganoidi[it].